# Attentat lever
Attentat lever är ett livealbum med punkbandet Attentat som släpptes 2003. Huvuddelen av låtarna kommer från en konsert på Pustervik hösten 1998 i samband med Attentats 20-årsjubileum. Flera av dessa inspelningar släpptes på en kassett redan 1999.   

## Låtarna på albumet
1. Bonden, byråkraten & jag  2.25
2. Nya liv  4.02
3. Unga och många  4.04
4. Manskomplex  4.05
5. Maktlös 4.08
6. Rudebecks å Sam 4.05
7. I denna stan 4.35
8. Tatuerade tårar 2.55
9. Kraften 5.30
10. Den lille folkpartisten  2.42
11. Fågel 3.26
12. Operahuset 4.53
13. Ge fan i mej 2.29
14. En meningslös dag 4.03
15. Pissa på en discofrissa 0.24
16. Schizofren 4.47
17. Tårgas baby 1.52
18. Lasse liten 2.39
19. Drunknar 2.13
20. Märkvärdig konstnär 3.17
21. Boppers industri 1.29
22. Inte någonstans 2.52

- Spår 1-14 inspelade på Pustervik 1998
- Spår 15 inspelat på Sticky Fingers 1998
- Spår 16-17 inspelade på Magasinet 1993
- Spår 18 inspelat Magasinet 1991
- Spår 19 inspelat Mudd Club 1984
- Spår 20 inspelat Högsäter 1983
- Spår 21-22 inspelade Errol's 1979

## Medverkande
- - Mats Jönsson
  - Magnus Rydman
  - Cristian Odin
  - Peter Björklund
  - Roberto Laghi (spår: 1 till 18): Gitarr, Kör
  - Olle Niklasson (spår: 19): Saxofon
  - Salomon Helperin (spår: 19): Trumpet